# كارلوس غصن
كارلوس غصن رجل أعمال لبناني يحمل الجنسية البرازيلية والفرنسية  ولد في التاسع من مارس 1954 في مدينة بورتو فاليو البرازيلية. شغل منصب رئيس مجلس الإدارة والرئيس التنفيذي لشركتي نيسان (بالإنجليزية: Nissan) اليابانية، و‌رينو (بالإنجليزية: Renault) الفرنسية، ورئيس مجلس الإدارة لشركة ميتسوبيشي موتورز (بالإنجليزية: Mitsubishi Motors)، ومنذ يونيو 2013 إلى يونيو 2016 عمل رئيسا لمجلس إدارة مصنع السيارات الروسية أفتوفاز. بالإضافة إلى ذلك فقد شغل منصب رئيس مجلس إدارة والرئيس التنفيذي لتحالف رينو-نيسان (الشراكة الاستراتيجية لنيسان ورينو التي تمت بناء على اتفاقية مساهمة فريدة من نوعها). استحوذت منتجات هذا التحالف، والذي يضم أفتوفاز وميتسوبيشي، منذ سنة 2010 على ما يقارب من 10% من السوق العالمي إلى أن أصبح عام 2016 واحداً من أكبر أربع مجموعات منتجة للسيارات في جميع أنحاء العالم.
أدى نجاح غصن في إعادة الانتعاش الاقتصادي وزيادة أرباح رينو بعد قيامه بإعادة هيكلة جذرية للشركة في أواخر 1990، إلى تلقيبه ب Le Cost Killer. وفي بداية عام 2000 نتيجة إنقاذه لشركة نيسان من الإفلاس الموشك سنة 1999، حصل غصن على لقب السيد حلَّال المشاكل.
بعد التحول المالي والانتعاش الاقتصادي الذي حققته نيسان على يد غصن، قامت مجلة فورتشين الأمريكية بمنحه لقب رجل أعمال آسيا لهذا العام. وفي عام 2003 صنفته كواحد من أقوى 10 رجال أعمال خارج الولايات المتحدة،  وإصدارها الآسيوي قام بانتخابه كرجل العام. وقد أوضحت استطلاعات الرأي التي نشرت في صحيفة فاينانشال تايمز وشركة برايس وتر هاووس كوبرز حصول غصن على المركز الرابع ضمن قائمة أكثر رؤساء الأعمال احتراما في عام 2003 ، وكثالث أكثر رؤساء العمل احتراما في عام 2004 و2005. هذه الإنجازات أدت إلى سطوع اسمه بسرعة كبيرة في اليابان وفي عالم الأعمال، وقد أرخت حياته في كتب المانجا الكوميدية اليابانية.
عرض على غصن إدارة - على الأقل - اثنتين من شركات صناعة السيارات، جنرال موتورز وفورد. قراره بتخصيص 4 مليارات يورو (أكثر من 5 مليارات دولار)  لقيام رينو ونيسان معا بصناعة تشكيلة كاملة من السيارات الكهربائية، تضم سيارة نيسان ليف التي وصفت بأنها (أول سيارة كهربائية عالمية عديمة الانبعاثات بسعر مناسب)، كان واحد من 4 عناوين للفيلم الوثائقي نقمة السيارات الكهربائية عام 2011.
استقال غصن من منصبه رئيساً تنفيذياً لشركة نيسان في 1 أبريل 2017، بينما بقي رئيسًا للشركة. اعتُقل في مطار هانيدا في 19 نوفمبر 2018، بسبب اتهامات حول عدم الإبلاغ عن أرباحه وإساءة استخدام أصول الشركة، وفي 22 نوفمبر 2018، اتخذ مجلس إدارة نيسان قرارًا بالإجماع بعزل غصن كرئيس لشركة نيسان. تبعه مجلس إدارة ميتسوبيشي موتورز في 26 نوفمبر 2018.
استمرت رينو والحكومة الفرنسية في دعمه في البداية، معتبرين أنه بريء حتى تثبت إدانته. ومع ذلك، وجدوا في النهاية أنه في موقف لا يمكن الدفاع عنه، وأقيل غصن من رئاسة وإدارة شركة رينو في 24 يناير 2019. وخرج بكفالة في أوائل مارس، ولكن أعيد اعتقال غصن في طوكيو في 4 أبريل 2019 بسبب اتهامات جديدة لاختلاس أموال نيسان. وفي 8 أبريل 2019، صوت مساهمو نيسان على طرد غصن من مجلس إدارة الشركة. وأطلق سراحه بكفالة مرة أخرى في 25 أبريل. وفي يونيو، كشفت شركة رينو عن 11 مليون يورو من المصروفات المشكوك في إنفاقه لها، مما أدى إلى تحقيق فرنسي. واستطاع غصن الهروب من اليابان إلى لبنان في 30 ديسمبر، مخترقًا شروط الإفراج عنه بكفالة.

## الطفولة والتعليم
بشارة غصن وهو جد كارلوس، هاجر من لبنان إلى البرازيل عندما كان عمره 13 عام وفي نهاية المطاف استقر في غوابوري، روندوينا، بالقرب من الحدود بين البرازيل و‌بوليفيا. كان بشارة غصن يعمل كمتعهد، إلى أن أصبح يرأس العديد من الشركات في مجالات عديدة تشمل تجارة المطاط، بيع وشراء المنتجات الزراعية، والملاحة الجوية. تزوج ابنه جورج غصن بامرأة نيجيرية المولد والتي قدمت عائلتها من لبنان  واستقرت في بورتو فاليو عاصمة روندونيا.
ولد كارلوس غصن في بورتو فاليو (لغة برتغالية: Porto Velho) في البرازيل  وعاش فيها حتى سن السادسة فعندما كان عمره عامين أصابه مرض نتيجة لشربه ماء ملوث، فانتقلت به والدته إلى ريو دي جانيرو، ولم يتعافى تماما هناك، وفي عام 1960 انتقل مع والدته وأخته إلى بيروت حيث تعيش جدته، وأكمل هناك دراسته الإعدادية في مدرسة سيدة الجمهور، ثم أكمل دراسته التحضيرية في باريس في كلية ستانيسلاس وثانوية سانت لويس  وتخرج عام 1974 بدرجة بكالوريوس في الهندسة من مدرسة هندسة (École Polytechnique) في فرنسا و‌المدرسة الوطنية العليا للمناجم في باريس عام 1978.
يحمل كارلوس عدة جنسيات البرازيلية و‌اللبنانية و‌الفرنسية. بالإضافة إلى أنه يتحدث 4 لغات بطلاقة هي العربية، الفرنسية، البرتغالية و‌الإنجليزية.

## الحياة العملية

### من ميشلين إلى رينو

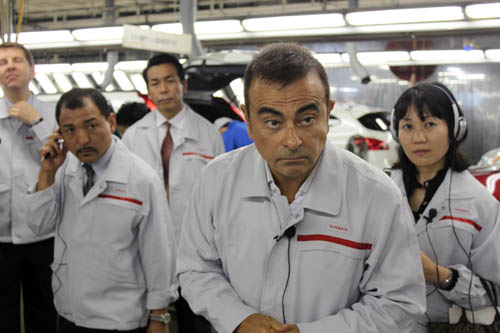
كارلوس غصن يجيب عن أسئلة الصحفيين في مصنع نيسان في كيوشو، اليابان. (September 2011)

بعد أن تخرج غصن من الجامعة عام 1978، قضى 18 عاما في ميشلين - أكبر شركة أوروبية لصناعة إطارات السيارات – حيث في البداية تدرب وعمل في عدة فروع لها في فرنسا وألمانيا،  وفي عام 1981 أصبح مدير مصنع الشركة في مدينة لو بوي أون فيليه الفرنسية،  وفي عام 1984 عين مديرا لقسم الأبحاث وتطوير إطارات السيارات في الشركة.
في عام 1985 عندما كان عمر غصن 30 عاما، تم تعينه كرئيس تنفيذي لعمليات الشركة في أمريكا الجنوبية ثم عاد إلى ريو دي جانيرو وقدم التقارير مباشرة إلى فرانسوا ميشلين، الذي كلف غصن بإعادة تدوير العملية التي كانت غير مربحة في ظل التضخم البرازيلي. فقام غصن بتشكيل فريق إدارة متعدد الوظائف من أفضل الموظفين الفرنسين والبرازيليين والجنسيات الأخرى العاملة في قسم أمريكا الجنوبية. خبرته من الثقافات المتنوعة في البرازيل كانت الأساس لإدارة هذا الفريق متعدد الجنسيات، وقد أثبت أن التنوع هو نواة الأعمال الناجحة. ونشر عن غصن قوله «إنك تتعلم من التنوع. ولكنك تشعر بالارتياح عند التعامل مع ما هو معروف»  وقد أدى هذا العمل لزيادة أرباح الشركة خلال عامين.
بعد إدارته لميشلين في أمريكا الجنوبية تم تعيين غصن كرئيس ومدير للعمليات لميشلين في أمريكا الشمالية عام 1989، ثم انتقل إلى جرين فيل، كارولينا الجنوبية مع عائلته. ترقى غصن إلى منصب الرئيس التنفيذي لشركة ميشلين في أمريكا الشمالية عام 1990. وترأس لجنة إعادة هيكلة الشركة بعد شرائها لشركة يونرويال غودريش للإطارات.
في عام 1996، بدأ غصن مرحلة جديدة مع رينو الفرنسية التي كانت تعاني وقتها من مشكلات كثيرة، وعينته كنائب المدير العام للشركة المسئول عن المشتريات، وتطوير الأبحاث، والهندسة والتطوير، والتصنيع. وكذلك عين كمسئول رينو في قسم أمريكا الجنوبية في ميركوسر. إعادة البناء الجذرية التي قام بها غصن عادت بالنجاح لشركة رينو، حيث عاد مؤشر الربح للصعود من جديد عام 1997.

### نيسان وتحالف رينو نيسان
في عام 1999 أنشأت رينو و‌نيسان تحالفهما -تحالف رينو-نيسان -، وفي مايو 1999 اشترت رينو 36.8% من أسهم نيسان. انضم غصن إلى شركة نيسان كمدير للعمليات في يونيو عام 1999 مع بقائه في عمله في رينو، وأصبح رئيسا لها في شهر يونيو عام 2000 حيث حصل على لقب الرئيس التنفيذي لها في شهر يونيو 2001. عندما انضم غصن إلى شركة نيسان، كانت الشركة تعاني من ديون بأكثر من 20 مليار دولار (أكثر من 2 تريليون ين). ومن بين 46 موديل سيارات كانت تنتجه نيسان وتبيعها في اليابان، فإن 3 منها فقط هي التي كانت تحقق الأرباح للشركة. إنقاذ الشركة من الغرق بسبب هذه الديون الهائلة كان يعد شبه مستحيل.
أعلن غصن عن خطته لإنعاش نيسان «خطة إنعاش نيسان» في أكتوبر 1999 والتي أكد أنها ستعيد مكانة الشركة وأرباحها في السنة المالية 2000. حيث ستزيد هامش الربح من المبيعات بمقدار 4.5 % بحلول نهاية السنة المالية 2002، وستنخفض الديون بنسبة 50% بحلول نهاية السنة المالية 2002. وكان غصن قد وعد بتقديم استقالته إذا لم يحقق هذه الأهداف. ودعت الخطة إلى إنهاء 21000 وظيفة في شركة نيسان (14% من إجمالي القوى العاملة)، معظمها في اليابان، وإغلاق 5 مصانع في اليابان، وتقليل عدد الموردين والأسهم، والمزاد العلني للأصول الغالية للشركة مثل وحدة نيسان الفضائية.
يعد غصن رابع شخص غير ياباني يقود شركة سيارات يابانية بعد مارك فيلدز، هنري والاس وجيمس ميلر الذي عين في فورد لإدارة مازدا في أواخر 1990. بالإضافة إلى تقليص عدد الوظائف والمصانع والمزودين فقد أجرى غصن تغييرات رئيسية ودراماتيكية في الهيكلية وثقافة العمل في نيسان. وواجه قواعد العمل اليابانية بطرق مختلفة من خلال إلغاء نظام الترقية المعتمد على الأقدمية والسن، وإلغاء نظام الوظيفة الثابتة مدى الحياة المعمول بها في اليابان، ومن خلال إلغاء العمل بنظام كيريتستو في شركة نيسان، وعندما أعلنت خطة إنعاش نيسان وتفكيك نظام كيريتسو لقب غصن ب «قاتل كيريتسو»، ونقلت صحيفة وول ستريت عن محلل في دريسنر كلينورت في طوكيو قوله بأن غصن من الممكن أن يصبح هدفا للغضب الشعبي إذا حذفت نيسان شركات التوريد السابقة من قوائمها. وقام غصن بتغيير اللغة الرسمية لشركة نيسان من اليابانية إلى الإنجليزية، وعين مدراء تنفيذين من أوروبا وأمريكا الشمالية لأول مرة.
في السنة الأولى من تطبيق خطة إنعاش نيسان ارتفعت أرباح نيسان من المبيعات بعد خصم الديون لتبلغ 2.7 مليار دولار في نهاية السنة المالية 2000  في حين أنها كانت في السنة السابقة تعاني من خسارة قدرها 6.1 مليار دولار. خلال 12 شهر من خطته التي تستمر 3 سنوات، أعاد غصن شركة نيسان إلى الموقع الذي فقدته لسنوات طويلة وأعاد لها أرباحها، وخلال 3 سنوات أصبحت واحدة من أغنى شركات صناعة السيارات، مع ارتفاع هامش أرباحها بمقدار 9%. وقد نجحت خطة إنعاش نيسان بالكامل وحققت جميع أهدافها قبل 31 مارس 2002.
في مايو 2002 أعلن غصن عن مجموعة أهداف جديدة للشركة سميت ب (نيسان 180) وهي خطة ذات ثلاثة سنوات للنمو تعتمد على الأرقام 1,8,0 بحيث بحلول نهاية سبتمبر 2005 تعتزم نيسان زيادة مبيعاتها العالمية من السيارات بمقدار مليون سيارة، وستلتزم بالوصول إلى هامش تشغيل بنسبة 8% على الأقل وستقلص قيمة ديونها إلى صفر بحلول ربيع 2005. وقد حُققت جميع هذه الأهداف  حيث أنه في ربيع 2003 أعلنت نيسان قضت على جميع ديونها في السنة المالية 2002، وقد ارتفع هامش ربح التشغيل إلى 11.1% في السنة المالية 2003  حيث قد كان 1.4% في السنة المالية 1999. في أكتوبر 2005 أعلنت نيسان أن مبيعاتها السنوية في الفترة ما بين 30 سبتمبر 2004 إلى 30 سبتمبر 2005 كانت أكثر من 3.67 مليون مركبة مقارنة ب 2.6 مليون مركبة بيعت في السنة المالية التي انتهت في مارس 2002.

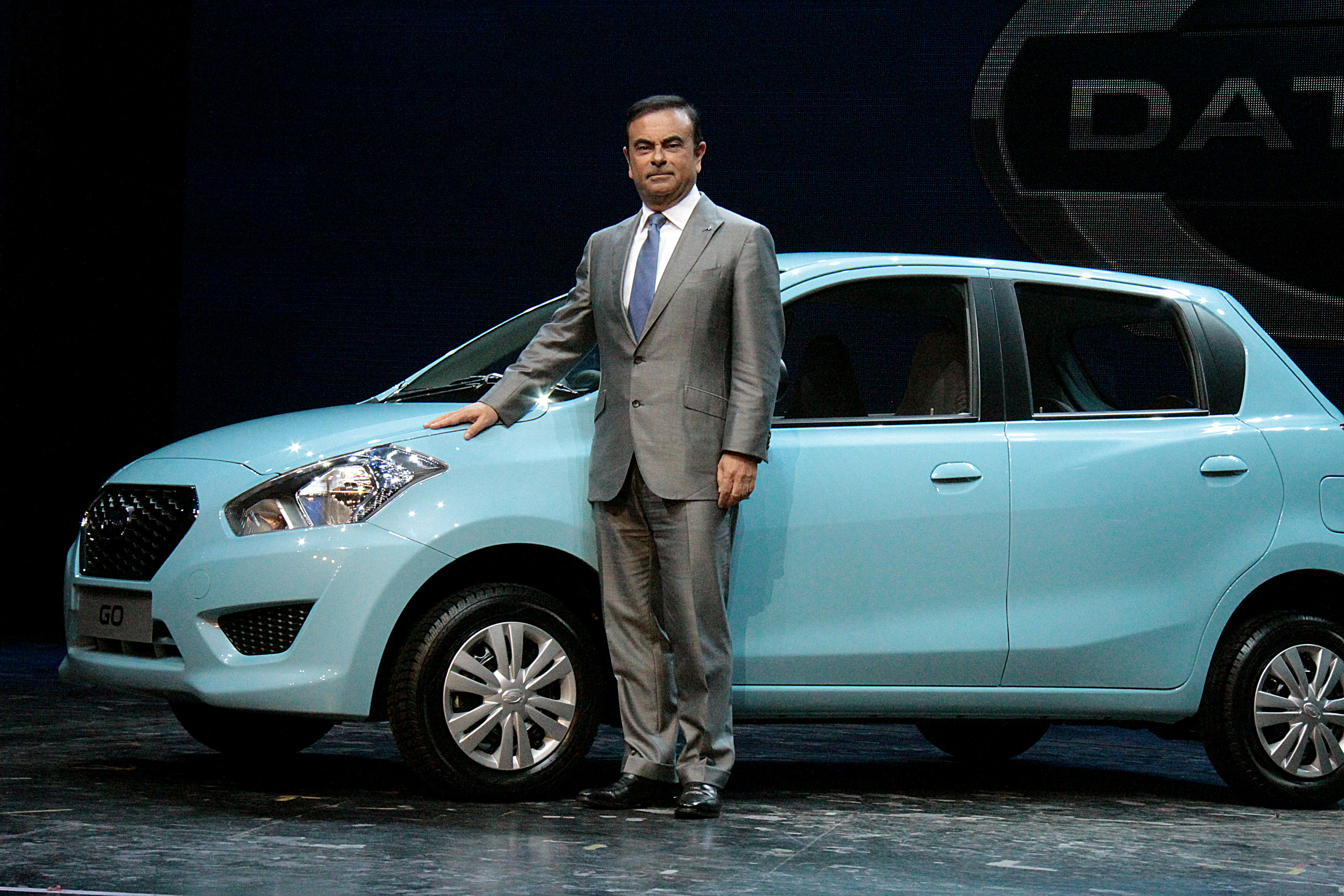
غصن في اطلاق سيارة داتسون جو في نيودلهي، الهند (2013)

في مايو 2005، عين غصن كرئيس ورئيس تنفيذي لشركة رينو، وعندما تولى منصب الرئيس التنفيذي لشركة رينو وشركة نيسان، أصبح بذلك أول شخص في العالم يدير شركتين في قائمة فورتشين جلوبال 500 في وقت واحد.
في عام 2005، اشترى المستثمر الملياردير كيرك كيركوريان من 9.9% من سندات شركة جنرال موتورز وعين أحد ممثليه في مجلس إدارة الشركة، ودعا جنرال موتورز للاندماج مع شركتي رينو ونيسان وجعل غصن رئيس مجلس إدارة جنرال موتورز. وفي عام 2005 أعلنت إدارة جنرال موتورز رفضها لمقترحه. وبحلول نهاية العام باعت شركة كيركوريان تراسيندا معظم أسهمها في جنرال موتورز.
في عام 2006، قامت شركة فورد موتورز بتقديم عرض رسمي لغصن لإدارة الشركة، ولكن غصن رد بالرفض، وأوضح أن الطريقة الوحيدة التي من الممكن أن يقبل فيها هذا العرض هي بتعيينه الرئيس التنفيذي ورئيس مجلس إدارة الشركة التي تواجه الانهيار، ولكن بيل فورد رفض التخلي عن رئاسته.

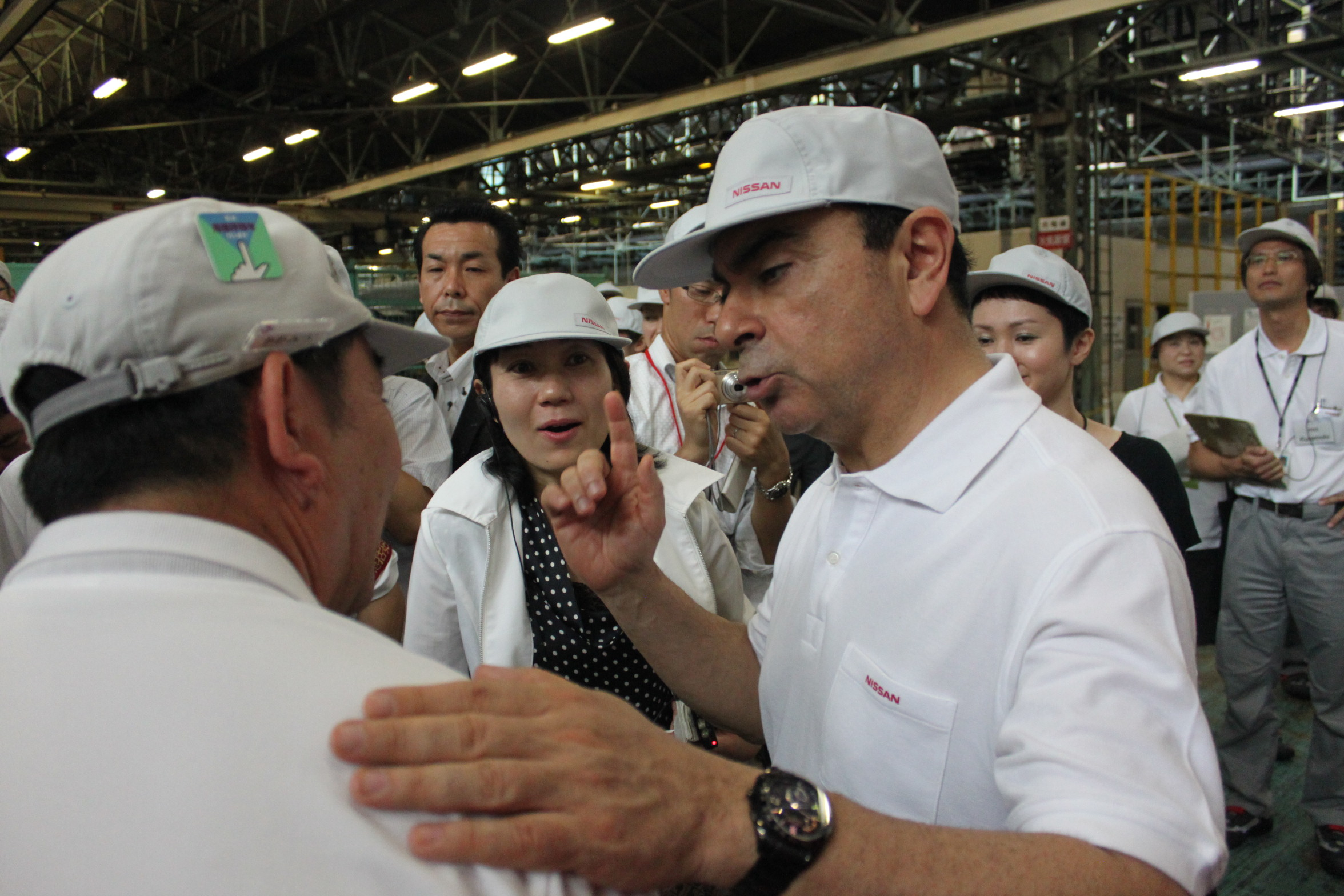
كارلوس غصن في مرفأ هونموكو التابع لنيسان، الواقع في مركز لوجستي حيث يبعد حوالي 10 كم جنوب شرق مقر نيسان العالمي في يوكوهاما يوليو 2011.

في عام 2007، قاد غصن تحالف رينو نيسان إلى سوق السيارات الكهربائية عديمة الانبعاث وخصص 4 مليارات يورو (أكثر من 5 مليارات دولار) لهذا العمل. عام 2008 أكد أن نيسان رينو ستقدم مجموعة متكاملة من السيارات عديمة الانبعاث للسوق العالمي بحلول 2012. في عام 2009 أخبر جامعة بنسلفانيا مدرسة وارتون للأعمال «إذا أتحتم المجال للدول النامية للحصول على كمية سيارات بمقدار يلبي حاجتها - حيث أنها في كل الأحوال ستحصل على الكمية التي تحتاجها بطريقة أو بأخرى - بحيث لا يوجد بديل وفقط الاتجاه للسيارات عديمة الانبعاث. والسيارات عديمة الانبعاث الحالية هي السيارات الكهربائية. لذلك قررنا الاتجاه لها)»
سيارة نيسان ليف السيارة الكهربائية التي اعتبرت أول سيارة عالمية عديمة الانبعاثات بسعر معقول) وظهرت أول مرة في ديسمبر 2010.
عام 2008 عين غصن رئيس ورئيس تنفيذي ورئيس مجلس إدارة نيسان. وعام 2009 عين رئيس تنفيذي ورئيس مجلس إدارة شركة رينو.
كان لغصن دور جلي في جهود الإنعاش بعد حادثة الزلزال وتسونامي في اليابان في 11 مارس 2011، والتي تعد من أسوأ الكوارث الطبيعية في العالم الحديث. في 29 مارس 2011، قام بأول زيارة من مجموعة زيارات إلى مصنع لواكي في مقاطعة فوكوشيما والذي تضرر بشكل كبير، ويبعد 50 كم (31 ميل) عن محطة الطاقة النووية في فوكوشيما، وبفضل توجيهاته استعادت نيسان العمل الكامل في مصنع لواكي في وقت قياسي. وقد ظهر على الشاشات اليابانية لإظهار دعمه وامدادهم بالأمل. وفي مايو 2011 أكد غصن على التزامه بإنتاج على الأقل مليون سيارة وشاحنة نيسان سنويا.
في يونيو 2012 عين غصن كنائب رئيس مجلس إدارة مصنع السيارات الروسي أفتوفاز، وفي يونيو 2013 حتى يونيو 2016 وصل إلى مركز رئيس مجلس إدارة الشركة الروسية. عام 2008 بدأت رينو شراكة إستراتيجية مع أفتوفاز بشرائها 25% من سندات الشركة الروسية. مما أدى إلى علاقات عميقة بين رينو ونيسان وأفتوفاز،  أدت إلى سيطرة تحالف رينو نيسان على صناعة السيارات الروسية عام 2014.

### ميتسوبيشي
في أكتوبر 2016، أكملت نيسان 34% من حصتها في شركة ميتسوبيشي موتورز. حيث أصبح غصن بالإضافة إلى منصبيه في شركتي نيسان ورينو، رئيس مجلس إدارة شركة ميتسوبيشي، وكان هدفه الرئيسي إعادة تأهيل صناعة السيارات خصوصا بعد فضيحة لأشهر طويلة انطوت على تحريف الاقتصاد في استهلاك الوقود، حيث ترتب على ذلك انخفاض العائدات. شراكة نيسان-ميتسوبيشي تتضمن شراكة لتطوير السيارات الكهربائية لشركة ميتسوبيشي، ويُعد تحالف رينو-نيسان-ميتسوبيشي رابع أكبر مجموعة لصناعة السيارات في العالم، بعد تويوتا وفولكس فاجن، وشركة جنرال موتورز.

### العضويات
قدم غصن خدماته في المجلس الاستشاري الدولي لبنك بانكو ايتاو البرازيلي حتى سنة 2015. وهو أيضا عضو في المجلس الاستشاري لجامعة تسينغهوا كلية الاقتصاد و‌الإدارة في بكين. وقد حصل على شهادة الدكتوراه الفخرية من الجامعة الأميركية في بيروت. وهو عضو في المجلس الاستراتيجي، جامعة القديس جوزيف في بيروت. في مايو 2014، تم انتخابه رئيسا لجمعية مصنعي السيارات الأوروبية؛ شغل منصب مدير المنتدى الاقتصادي العالمي.

## الشخصية
غصن والذي أسمته مجلة فوربس (الرجل الجاد في العمل في مواجهة تحديات تجارة السيارات العالمية) قسم وقته بين باريس وطوكيو وكان يقضي ما يقارب من 150 ألف ميل في الطائرات خلال السنة. الإعلام الياباني أسماه (7-11) (حيث كان يعمل بجد من الصباح الباكر حتى وقت متأخر من الليل). يحمل غصن الجنسيات البرازيلية والفرنسية. وقد عرف بدقته وإحساسه بالمسئولية وتركيزه على النتائج والأداء، كنظام له في إدارة الأعمال. وأيضا كان يعتمد في حل المشاكل على الاستماع إلى آراء العمال وتكوين فرق متعدد الوظائف والثقافات.
يجيد غصن أربع لغات بطلاقة وهي الفرنسية والبرتغالية والإنجليزية والعربية.وقد تعلم أيضا اليابانية. ولم يقطع علاقته ببلده الأم لبنان التي عاش فيها 10 سنوات حيث أنهى فيها دراسته الابتدائية والإعدادية.
عام 2012 أدرج اسمه في المجلس الفخري لمستشفى سانت جورج في بيروت.
أشيد بغصن كمرشح محتمل للرئاسة في لبنان. في يونيو 2011 في استطلاع للرأي من قبل شركة أكسا للتأمين على الحياة، حيث سألت الشعب الياباني (أي من المشاهير تختار لإدارة اليابان؟) حصل غصن على المرتبة السابعة، بينما حصل باراك أوباما على المرتبة التاسعة ورئيس الوزراء ناوتو كان في المرتبة التاسعة عشر، وفي تعقيبه على هذه النتائج فقد أوضح بأنه ليس له أي نية للتوجه إلى السياسية.

### في الإعلام
بدأت حياته الإعلامية في نوفمبر 2011, حيث أرخت قصة حياته كبطل خارق في سلسة كتب في اليابان بعنوان القصة الحقيقية لكارلوس غصن، وفي كتاب المانغا Big Comic Superior. وقد نشرت هذه السلسة ككتاب عام 2002.
كذلك فقد أطلق اسمه على صندوق بينتو في بعض قوائم الطعام في بعض المطاعم، صناديق بينتو معروفة لدى رجال الأعمال والطلاب ومن يرغب بوجبة غداء سريعة. وقد اعتبرت صحيفة فاينانشيال تايمز بينتو كارلوس غصن كمقياس للنمو السريع لشعبية غصن في اليابان وجعلها جديرة بأن تؤكل، ومن المعروف أن اليابانيين يحافظون على عاداتهم ولا يرحبون بالطرق الأجنبية الدخيلة لذلك فإن غصن بينتو يعبر عن مدى حب الشعب الياباني وإعجابه بكارلوس غصن.
وقد كان غصن عنوان لعدد من الكتب الإنجليزية واليابانية والفرنسية. وقد ألف غصن كتابا باللغة الإنجليزية عن قصته مع نيسان وهو من الكتب الأكثر مبيعا في مجال إدارة الأعمال سمي هذا الكتاب ب (التحول، النهوض التاريخي لشركة نيسان) وقد كان موضوع كتاب أعمال آخر يدعى التحول: كيف أنقذ كارلوس غصن شركة نيسان لديفيد ماجي. وقد شرح بعض التعقيبات الخاصة بمجال إدارة الأعمال ودورس ملهمة للمدراء الطامحين في التطور في كتاب أطلق عليه عنصر غصن: 24 درس ملهم من كارلوس غصن، أكثر المدراء التنفيذيين نجاحا في العالم لميغول ريفاس-ميكود.
سعي غصن لتطوير خط إنتاج السيارات الكهربائية عديمة الانبعاث لنيسان هو واحد من العناوين الأربعة التي ظهرت في الفيلم الوثائقي نقمة السيارات الكهربائية عام 2011. سيارة نيسان ليف عديمة الانبعاث والتي بدأ تصديرها في أواخر 2010 إلى الولايات المتحدة واليابان هي أول سيارة مُنتجة تعمل بالكهرباء. وقد خصص غصن 5 مليارات دولار لإيصال سيارة نيسان ليف، والعديد من السيارات الكهربائية التي تعتمد في هندستها على نظام سيارة ليف، إلى السوق، مخاطرة دفعت بيزنيس ويك للتساؤل عما إذا كان غصن مجنونا.
يعد غصن عنوان الكثير من المواضيع ورسائل الماجستير والمقالات بين طلاب إدارة الأعمال.
Cyber Essay لها قسم مخصص للأوراق التي تتحدث عن إدارة غصن للشركات. من أكثر الرسائل العلمية شيوعا واستشهادا هي رسالة الماجستير التي كتبها كوجي ناكي من مدرسة سلون للإدارة، والتي تقارن بين غصن والجنرال الأمريكي دوغلاس ماك آرثر الذي أعاد بناء اليابان بعد الحرب العالمية الثانية.

## الجوائز والامتيازات
حصل غصن على العديد من الأوسمة والجوائز والشهادات لما حققه من إنجازات، منها:
- لقب رجل أعمال آسيا للعام والذي منحته إياه مجلة فورتشين عام 2002.[22]
- انتخابه ك رجل العام من قبل مجلة فورتشين الطبعة الآسيوية عام 2003.[141]
- إدراج مجلة فورتشين له كواحد ضمن أقوى 10 رجال أعمال خارج الولايات المتحدة عام 2003.[24]
- إضافته إلى The Automotive Hall of Fame[الإنجليزية] عام 2004.[142]
- إضافته إلى The Japan Automotive Hall of Fame عام 2004.[143]
- تسميته كفارس فخري في الإمبراطورية البريطانية عام 2006.[144]
- إدراج CEO Quarterly عام 2010 كواحد من أكثر المدراء التنفيذين احتراما.[145]
- إدراجه من قبل CNBC قائد أعمال آسيا للعام في نوفمبر عام 2011.[146]
- حصل على جائزة الجمعية اليابانية في يونيو 2012.[147]
- نال جائزة إنجاز العمر من جمعية الإدارة الاستراتيجية وهي جمعية غير ربحية تعمل على تعزيز أخلاق إدارة الأعمال حيث أصبح أول شخص في صناعة السيارات ورابع شخص في العالم يفوز بهذه الجائزة وذلك في أكتوبر 2012.[148]
- نال وسام ايزابيلا الكاثوليكية (الصليب الكبير) وهو وسام شرفي للمدنيين كعرفان لما يقدمونه من خدمات لإسبانيا.[149]
- حصل على درجة الزمالة الدولية للأكاديمية الملكية للهندسة.[150]

## اعتقاله
في 19 نوفمبر 2018 ألقت السلطات اليابانية القبض على كارلوس غصن في طوكيو لاستجوابه حول مخالفات مالية.
وفي 22 نوفمبر 2018 قرر مجلس إدارة شركة نيسان إقالة غصن من الشركة وذلك بسبب تهربه الضريبي. حيث أعلنت نيسان أنها أجرت تحقيقا داخليا لعدة أشهر، أظهر أن غصن كان يقلل من قيمة دخله في الأوراق الرسمية، وأشارت إلى أنها عثرت على العديد من الأفعال الهامة الأخرى من سوء السلوك بما في ذلك الاستخدام الشخصي لأصول الشركة. وانخفضت أسهم رينو بنسبة 15%في المئة تقريبا بعد تداول هذه الأنباء. وقالت نيسان أنها قدمت تلك المعلومات إلى مكتب المدعي العام الياباني وستواصل القيام بذلك وفي الخامس من مارس لعام 2019 قال محامي كارلوس غصن رئيس شركة نيسان المقال الذي يواجه اتهامات بارتكاب مخالفات مالية إن محكمة في طوكيو أمرت اليوم الثلاثاء بالإفراج عنه بكفالة. وذكرت هيئة الإذاعة والتلفزيون اليابانية أن كفالة غصن المحتجز منذ 19 نوفمبر قدرها (8.94 مليون دولار) وإنه قد يتم إطلاق سراحه اليوم الثلاثاء.

### هروبه من اليابان
في 30 ديسمبر 2019، ذكرت العديد من وسائل الإعلام أن غصن هرب من اليابان ووصل إلى بيروت، لبنان. أكد غصن لاحقًا هذه التقارير من خلال بيان أصدره ممثله الصحفي في نيويورك. في بيانه، زعم غصن أنه "لم يعد محتجزًا كرهينة من قبل النظام القضائي الياباني المُزَوّر حيث يفترض بالذنب للمتهم، وتفشي التمييز والحرمان من حقوق الإنسان الأساسية."